# Roman Prygunov
Roman Lvovitj Prygunov (russisk: Рома́н Льво́вич Прыгуно́в) (født 26. maj 1969 i Moskva i Sovjetunionen) er en russisk filminstruktør og manuskriptforfatter.

## Filmografi
- Dukhless (Духless, 2012)[1][2]
- Dukhless 2 (Духless 2, 2015)
- Bez granits (Без границ, 2015)